# Hamartom
Hamartom je normální tkáň v nesprávné lokaci připomínající rakovinou tkáň. Pochází z řeckého hamartanein chybovat, ř. choridzein bloudit). Zpravidla se v hamartomu vyskytuje komplex různých tkání a struktur. Hamartom není maligní nádor, nemá žádné symptomy, takže se zjistí náhodně při jiném vyšetření jako incidentalom a roste stejně rychle jako okolní tkáně. Rozlišení mezi benigním nádorem a hamartomem není zřetelné (lymfagiom, hemangiom, adenom).